# Pavle Vagić
Pavle Vagić, né le 24 janvier 2000 à Malmö en Suède, est un footballeur suédois. Il évolue au poste de milieu gauche à l'Hammarby IF.

## Biographie
Il est capitaine de la sélection suédoise des moins de 17 ans. Il inscrit avec cette équipe un but lors des éliminatoires du championnat d'Europe des moins de 17 ans, contre la Géorgie.
Le 13 avril 2017, Vagić signe son premier contrat professionnel d'une durée de deux ans avec le Malmö FF. Vagić fait ses débuts en compétition officielle pour le club lors d'un match d'Allsvenskan contre l'IK Sirius, en remplaçant Carlos Strandberg. Il ne joue que deux matchs de championnat lors de sa première saison.

## Palmarès
Malmö FF
- Champion de Suède en 2017 et 2020